# Gouverneur des Bermudes
Le gouverneur des Bermudes (en anglais : Governor of Bermuda) est le représentant de la monarchie britannique dans le territoire britannique d'outre-mer des Bermudes depuis 1612. La gouverneure est Rena Lalgie depuis le 14 décembre 2020.

## Fonctions
Nommé par le souverain britannique sur conseil du gouvernement du Royaume-Uni, le gouverneur a pour rôle principal d'exercer en lieu et place du roi les fonctions de chef de l'État, de nommer le Premier ministre et les 11 membres du Sénat.
Le gouverneur possède son propre étendard.

## Liste
1. 1612–1613 Richard Moore
2. 1613–1619 Daniel Tucker
3. 1619–1623 Nathaniel Butler
4. 1623-1624 Capt. John Bernard
5. 1624–1625 Capt. Henry Woodhouse
6. 1625–1626 Capt. Philip Bell
7. 1626–1627 Capt. Roger Wood
8. 1627-1630 Capt. Thomas Chaddock
9. 1630–1632 Capt. William Sayer
10. 1632–1633 Capt. Josias Forster
11. 1633–1634 Capt. William Sayer
12. 1634–1635 A Triumvirate: William Sayer
13. 1635 Capt. Josias Forster
14. 1635–1638 The Triumvirate
15. 1638-1639 Capt. Thomas Turner
16. 1639–1642 John Trimingham (élu par le peuple)
17. 1642–1643 Capt. Josias Forster
18. 1643–1646 Capt. William Sayer
19. 1646–1647 Capt. F. Seymour
20. 1647–1669 S. Whalley
21. 1669–1681 Sir John Heydon
22. 1681–1683 Capt. F. Seymour
23. 1683–1687 Col. Richard Coney
24. 1687–1690 Sir Richard Robinson
25. 1691–1693 Isaac Richier
26. 1693–1698 Capt. John Goddard
27. 1698–1700 Samuel Day
28. 1701–1713 Capt. Benjamin Bennett
29. 1713–1718 Henry Pulleine
30. 1718–1722 Capt. Benjamin Bennett
31. 1722–1727 Sir John Hope
32. 1727–1728 John Trimingham
33. 1728–1737 Capt. John Pitt
34. 1737–1738 Andrew Auchinleck
35. 1738–1744 Alured Popple
36. 1744–1747 Francis Jones
37. 1747–1751 William Popple
38. 1751–1755 Francis Jones
39. 1755–1763 William Popple
40. 1763–1764 Francis Jones
41. 1764–1780 George James Bruere
42. 1780 Thomas Jones
43. 1780–1781 George James Bruere
44. 1782–1788 William Browne
45. 1788–1794 Henry Hamilton (Lt. Gouv.)
46. 1794–1796 James Crawford
47. 1796 Henry Tucker
48. 1796 William Campbell
49. 1796–1798 Henry Tucker
50. 1798–1803 George Beckwith
51. 1803–1805 Henry Tucker
52. 1805–1806 Francis Gore (Lt. Gouv.)
53. 1806 Henry Tucker
54. 1806–1810 John Hodgson
55. 1810–1811 Samuel Trott
56. 1811–1812 Sir James Cockburn
57. 1812 William Smith
58. 1812–1816 George Horsford (Lt. Gouv.)
59. 1814–1816 Sir James Cockburn
60. 1816–1817 William Smith
61. 1817–1819 Sir James Cockburn
62. 1819 William Smith
63. 1819–1822 Sir William Lumley
64. 1822–1823 William Smith
65. 1823–1825 Sir William Lumley
66. 1825–1826 William Smith
67. 1826–1829 Sir Hilgrove Turner
68. 1829 Robert Kennedy (intérim)
69. 1829–1830 Sir Hilgrove Turner
70. 1830 Robert Kennedy (intérim)
71. 1830–1832 Sir Hilgrove Turner
72. 1832–1835 Sir R.S. Chapman
73. 1835 Henry G. Hunt (intérim)
74. 1835–1836 Robert Kennedy
75. 1836–1839 Sir R.S. Chapman
76. 1839–1846 Lt. Col. William Reid
77. 1846 W.N. Hutchinson
78. 1846–1852 Sir Charles Elliot
79. 1852–1853 W. Hassell Eden (intérim)
80. 1853 George Philpots (intérim)
81. 1853 Soulden Oakley (intérim)
82. 1853 Thomas C. Robe (intérim)
83. 1853 Soulden Oakley (intérim)
84. 1853–1854 Sir Charles Elliot
85. 1854 Montgomery Williams (intérim)
86. 1854–1859 Col. Freeman Murray
87. 1859 AT. Heniphill (intérim)
88. 1859–1860 William Munroe
89. 1860–1861 Col. Freeman Murray
90. 1861–1864 Col. Harry St. George Ord
91. 1864 William Munroe (intérim)
92. 1864–1865 W.H. Hamley (Lt. Gouv.)
93. 1865–1866 Col. Harry St. George Ord
94. 1866–1867 W.H. Hamley (Lt. Gouv.)
95. 1867 Arnold Thompson (intérim)
96. 1867–1870 Sir F. E. Chapman
97. 1870 W. F. Brett (Lt. Gouv.)
98. 1871–1877 Maj. Gen. Sir John Henry Lefroy
99. 1877–1882 Lt. Gen. Thomas L. J. Gaiwey
100. 1888–1891 Lt. Gen. Edward Newdegate
101. 1892–1896 Lt. Gen. C. Lyons
102. 1896–1901 Lt. Gen. Sir George Digby Barker
103. 1902–1904 Lt. Gen. Sir Henry LeGuay Geary
104. 1904–1907 Lt. Gen. Sir Robert M. Steward
105. 1907–1908 Lt. Gen. Sir Josceline Wodehouse
106. 1908–1912 Lt. Gen. Sir Frederick Walter Kitchener
107. 1912–1917 Lt. Gen. Sir George M. Bullock
108. 1917–1922 Gen. Sir James Willcocks (en)
109. 1922–1927 Lt. Gen. Sir J. J. Asser
110. 1927–1931 Lt. Gen. Sir Louis Jean Bols
111. 1931–1936 Lt. Gen. Sir Thomas Astley-Cubbitt
112. 1936–1939 Lt. Gen. Reginald Heldyard
113. 1939–1941 Lt. Gen. Sir Denis John Charles Kirwan Bernard
114. 1941–1943 The Rt. Hon. Viscount Knollys
115. 1943–1945 Lord Burghley
116. 1946–1949 Admiral Sir Ralph Leatham
117. 1949–1955 Lt. Gen. Sir Alexander Hood
118. 1955–1959 Lt. Gen. Sir John Woodall
119. 1959–1964 Maj. Gen. Sir Julian Gascoigne
120. 1964–1972 The Rt. Hon. Lord Martonmere
121. 1972–1973 Sir Richard Sharples (assassiné)
122. 1973–1977 Sir Edwin Leather
123. 1977–1980 The Hon. Sir Peter Ramsbotham
124. 1980–1983 Sir Richard Posnett
125. 1983–1988 The Rt. Hon. Viscount Dunrossil
126. 1988–1992 Major-Gen Sir Desmond Langley
127. 1992–1997 The Rt. Hon. Lord Waddington
128. 1997–2002 Mr Thorold Masefield
129. 2002–2007 Sir John Vereker
130. 2007 Mark Capes (intérim)
131. 2007–2012 Sir Richard Gozney
132. 2012-2016 George Fergusson
133. 2016-2020 John Rankin
134. Depuis 2020 Rena Lalgie